# Liste der denkmalgeschützten Industriegebäude in Radebeul

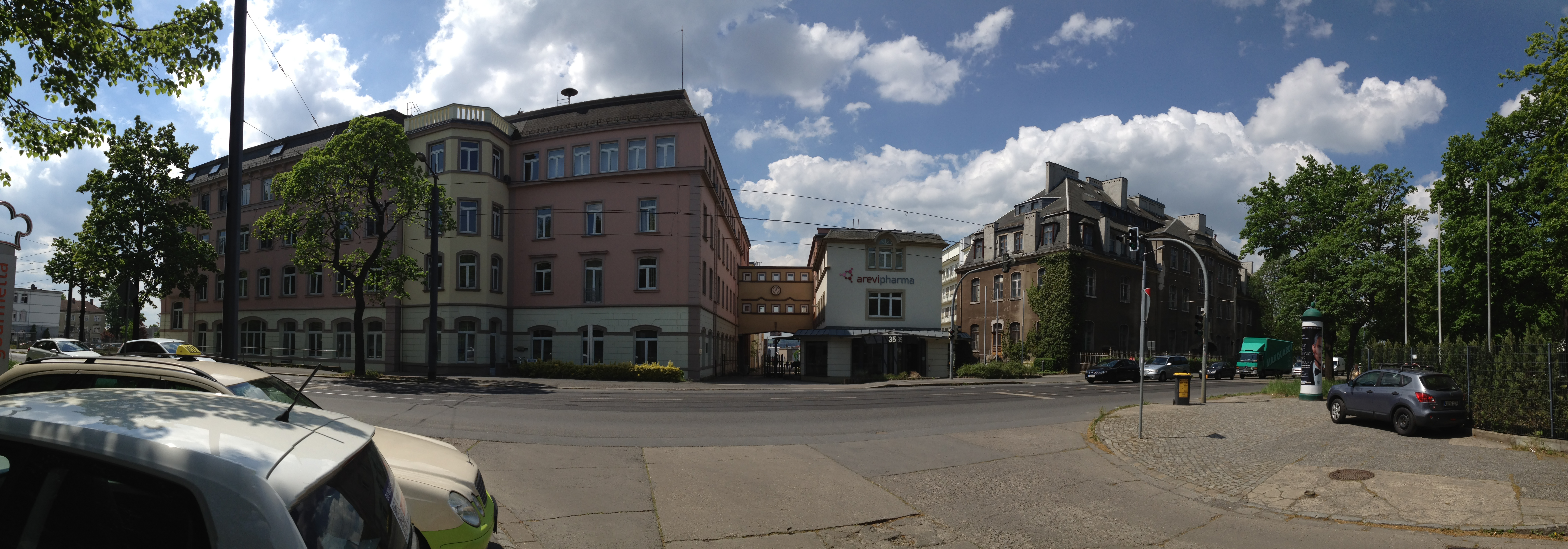
Gebäude der Chemischen Fabrik v. Heyden Meißner Straße 35/37

Die Liste der denkmalgeschützten Industriegebäude in Radebeul gibt eine Übersicht über Industriegebäude der sächsischen Stadt Radebeul, die unter Denkmalschutz stehen.

## Legende
Die in der Tabelle verwendeten Spalten listen die im Folgenden erläuterten Informationen auf:
- Name, Bezeichnung: Bezeichnung des einzelnen Objekts.
- Adresse, Koordinaten: Heutige Straßenadresse, Lagekoordinaten.

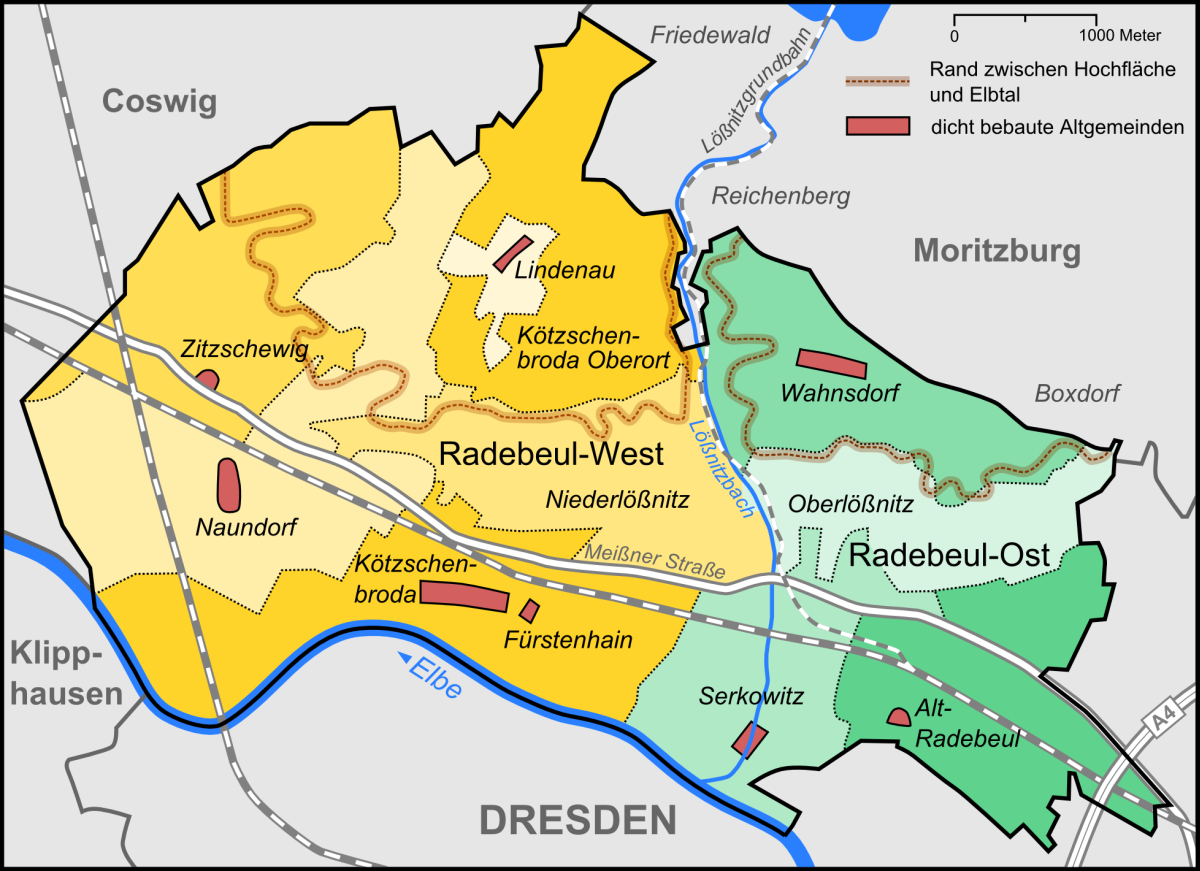
Übersicht über die Lage der Radebeuler Stadtteile

- Stadtteil: Heutiger Radebeuler Stadtteil, so wie in der hiesigen Karte dargestellt.
  - FUE: Fürstenhain
  - KOE: Kötzschenbroda
  - KOO: Kötzschenbroda-Oberort
  - LIN: Lindenau
  - NAU: Naundorf
  - NDL: Niederlößnitz
  - OBL: Oberlößnitz
  - RAD: Alt-Radebeul
  - SER: Serkowitz
  - WAH: Wahnsdorf
  - ZIT: Zitzschewig
- Datum: Besondere Baujahre, so weit bekannt oder ableitbar, teilweise auch Datum der Ersterwähnung der Liegenschaft.
- Baumeister, Architekten: Baumeister, Architekten und weitere Kunstschaffende.
- Denkmalumfang, Bemerkung: Nähere Erläuterung über den Denkmalstatus, Umfang der Liegenschaft und ihre Besonderheiten.[1]
- Bild: Foto des Hauptobjekts.

## Industriegebäude
| Name, Bezeichnung                                       | Adresse, Koordinaten               | Stadtteil | Datum                     | Baumeister, Architekten                          | Denkmalumfang, Bemerkung | Bild |
| ------------------------------------------------------- | ---------------------------------- | --------- | ------------------------- | ------------------------------------------------ | --- | --- |
| Villa mit Produktionsgebäude Wilhelm Hofmann            | Bernhard-Voß-Straße 25, 25a (Lage) | KOE       | 1905/06, 1911             | Adolf Neumann, Felix Sommer (Erweiterung)        | Baudenkmal. Elektroarmaturenwerk JWH. Fabrikantenvilla mit Hintergebäude. | Villa im Vordergrund, Produktionsgebäude im Hintergrund (linker Teil)                                                |
| Verwaltungsgebäude Elektroarmaturenwerk JWH             | Fabrikstraße 27 (Lage)             | KOE       | um 1910                   |                                                  | Baudenkmal. Elektroarmaturenwerk JWH. Repräsentatives Verwaltungsgebäude (heute Hochspannungsarmaturenwerk) und mit Säulenportikus | Verwaltungsgebäude Elektroarmaturenwerk JWH                                                                          |
| Fabrikationsgebäude Forststraße                         | Forststraße (Lage)                 | RAD       | 1934                      | Curt Herfurth                                    | Baudenkmal. Arzneimittelwerk Dresden, Chemische Fabrik v. Heyden. Fabrikgebäude mit bemerkenswerter Klinkerfassade | Chemische Fabrik v. Heyden, Forststraße, 2008                                                                        |
| Ausbildungsstätte „Freie Jugend“                        | Forststraße 22, 22a-d (Lage)       | RAD       | 1955                      |                                                  | Baudenkmal. Arzneimittelwerk Dresden, Chemische Fabrik v. Heyden. Ehemalige Ausbildungsstätte des Arzneimittelwerks Dresden | Chemische Fabrik v. Heyden, Ausbildungsstätte „Freie Jugend“, Forststraße 22, 2008                                   |
| Fabrikgebäude Madaus                                    | Gartenstraße 22 (Lage)             | RAD       | um 1938                   | Burkhart Ebe (Plastiken)                         | Baudenkmal. Arzneimittelwerk Dresden, Madaus. Fabrikgebäude mit Kinderplastiken (Putten mit Mörser und Kolben) | Industriegebäude Madaus                                                                                              |
| Chemische Fabrik „Pyrgos“, Albertschlösschen            | Gohliser Straße 1 (Lage)           | SER       | 1875/77                   | Gebrüder Ziller (Entwurf), F. W. Eisold (Bau)    | Baudenkmal. Ehemaliges Gasthaus, dann Fabrikgebäude, bis 2014 durch das Stadtarchiv Radebeul genutzt | Albertschlösschen |
| Verwaltungsgebäude Elektrizitätsverband Gröba           | Körnerweg 5 (Lage)                 | NDL       | 1924                      | Otto Rometsch                                    | Baudenkmal. Elektrizitätsverband Gröba. Verwaltungsgebäude mit Remise, Einfriedung und gestaltetem Eingangsbereich. Heute eine Seniorenresidenz | Verwaltungsgebäude Elektrizitätsverband Gröba, aus Richtung Meißner Straße                                           |
| Elektrizitätswerk Niederlößnitz, Pönitzschmühle         | Lößnitzgrundstraße 46/48 (Lage)    | WAH       | 1895/97, 1903             | Gebrüder Ziller (Entwurf Max Steinmetz) (Haus A) | Baudenkmal. Elektrizitätswerk Radebeul. (ehem.) Verwalterhaus und Nebengebäude mit Turmaufsatz des ehemaligen Elektrizitätswerkes (heute ESAG) | Elektrizitätswerk Niederlößnitz Haus B                                                                               |
| Werksgebäude Radebeuler Maschinenfabrik August Koebig   | Meißner Straße 17 (Lage)           | RAD       | um 1900, 1910             | F. W. Eisold (Erweiterung)                       | Baudenkmal. Radebeuler Maschinenfabrik August Koebig, Zerkleinerungsmaschinen Radebeul (ZERMA). Fabrikgebäude, heute ruinös | Firmengebäude von Koebig an der Meißner Straße, Fabrikhallen, 2008                                                   |
| Verwaltungsgebäude Dresdner Eisenhochbau                | Meißner Straße 23 (Lage)           | RAD       | um 1905                   |                                                  | Baudenkmal. Dresdner Eisenhochbau. Verwaltungsgebäude mit Einfriedung | Verwaltungsgebäude Dresdner Eisenhochbau                                                                             |
| Büro- und Aufenthaltsgebäude Chemische Fabrik v. Heyden | Meißner Straße 30 (Lage)           | RAD       | 1924, 1934                | Max Kühne                                        | Baudenkmal. Arzneimittelwerk Dresden, Chemische Fabrik v. Heyden. Mehrzweckgebäude (Nr. 30) mit Speisesaal | Chemische Fabrik v. Heyden, Büro- und Aufenthaltsgebäude Meißner Straße 30, 2008                                     |
| Werksgebäude Meißner Straße, Ecke Forststraße           | Meißner Straße 31 (Lage)           | RAD       | um 1900                   |                                                  | Baudenkmal. Arzneimittelwerk Dresden, Chemische Fabrik v. Heyden. Eckgebäude zur Forststraße (Nr. 31). Heute aus dem Fabrikgelände ausgegliedert, Nutzung als Motorradgeschäft | Chemische Fabrik v. Heyden, Meißner Straße, Ecke Forststraße, 2008                                                   |
| Fabrikations- und Verwaltungsgebäude Meißner Straße 35  | Meißner Straße 35 (Lage)           | RAD       | 1874/75, 1900, 1912       |                                                  | Baudenkmal. Arzneimittelwerk Dresden, Chemische Fabrik v. Heyden. Fabrikanlage mit Laboratoriumsgebäude (Nr. 37), Pförtnerhaus, Verwaltungsgebäude links vom Eingang (Nr. 35), Fachwerkbau (Lager Ecke Kolbestraße), Eckgebäude zur Forststraße (Nr. 31) sowie Mehrzweckgebäude (Nr. 30) mit Speisesaal, siehe auch Sidonienstr. 20, 21 und Forststraße 22. Diese Adresse ist der Ausgangspunkt der Fabrik (1874/75) | Chemische Fabrik v. Heyden, Meißner Straße 35, 2008                                                                  |
| Laboratoriumsgebäude Meißner Straße 37                  | Meißner Straße 37 (Lage)           | RAD       | um 1910                   |                                                  | Baudenkmal. Arzneimittelwerk Dresden, Chemische Fabrik v. Heyden. Laboratoriumsgebäude | Chemische Fabrik v. Heyden, Meißner Straße 37, 2008                                                                  |
| Produktionsgebäude Sektkellerei Bussard                 | Moritzburger Straße 44 (Lage)      | NDL       | um 1830, um 1930 umgebaut |                                                  | Baudenkmal. Ehemalige Sektkellerei. Seit den 2000er Jahren zur Wohnanlage umgebaut. | Ehemalige Sektkellerei Bussard, heute zur Wohnanlage umgenutzt. Unterhalb des Gebäudes befindet sich ein Weingarten. |